# Liste der US-Staatslieder
In den USA gibt es Regionalhymnen für die Staaten, welche auch Staatslieder genannt werden. 48 der 50 US-Bundesstaaten, aus denen die Vereinigten Staaten von Amerika bestehen, haben ein oder mehrere Staatslieder, die von jeder gesetzgebenden Organisation des Bundesstaates und/oder dem Gouverneur des Bundesstaates als Symbol (oder Emblem) ausgewählt werden kann.

## Staatslieder
| Staat          | Staatslied(er)                                                            | Komponist(en)                                 | Text                                            | Aufnahme  |
| -------------- | ------------------------------------------------------------------------- | --------------------------------------------- | ----------------------------------------------- | --------- |
| Alabama        | Alabama                                                                   | Edna Gockel Gussen                            | Julia S. Tutwiler                               | 1931      |
| Alaska         | Alaska's Flag                                                             | Elinor Dusenbury                              | Marie Drake                                     | 1955      |
| Arizona        | Staatssong: Arizona                                                       | Rex Allen, Rex Allen, Jr.                     | Rex Allen und Rex Allen, Jr.                    | 1981      |
| Arizona        | Staatshymne: Arizona March Song                                           | Maurice Blumenthal                            | Margaret Rowe Clifford                          | 1919      |
| Arkansas       | Staatshymne: Arkansas                                                     | Eva Ware Barnett                              | Eva Ware Barnett                                | 1917/1987 |
| Arkansas       | Arkansas (You Run Deep in Me)                                             | Wayland Holyfield                             | Wayland Holyfield                               | 1987      |
| Arkansas       | Oh, Arkansas                                                              | Terry Rose, Gary Klaff                        | Terry Rose und Gary Klaff                       | 1987      |
| Arkansas       | historischer Staatssong: Arkansas Traveler                                | Sandford C. Faulkner                          | State Song Selection Committee                  | 1949/1987 |
| Kalifornien    | I Love You, California                                                    | Abraham F. Frankenstein                       | F. B. Silverwood                                | 1951      |
| Colorado       | Where the Columbines Grow                                                 | A.J. Fynn                                     | A.J. Fynn                                       | 1915      |
| Colorado       | Rocky Mountain High                                                       | John Denver, Mike Taylor                      | John Denver                                     | 2007      |
| Connecticut    | Staatssong: Yankee Doodle                                                 |                                               |                                                 | 1978      |
| Connecticut    | Zweiter Staatssong: Beautiful Connecticut Waltz                           | Joseph Leggo                                  | Joseph Leggo                                    | 2013      |
| Connecticut    | Staatskantata: The Nutmeg                                                 | Stanley L. Ralph                              | Stanley L. Ralph                                | 2003      |
| Connecticut    | Staatspolka: Ballroom Polka                                               | Ray Henry                                     | Ray Henry                                       | 2013      |
| Delaware       | Our Delaware                                                              | Will M. S. Brown                              | George Beswick Hynson                           | 1925      |
| Florida        | Staatssong: Old Folks at Home (Swanee River) (mit überarbeitetem Text)    | Stephen Foster                                | Stephen Foster                                  | 2008      |
| Florida        | Staatsgedicht: I Am Florida                                               | Walter „Clyde“ Orange                         | Allen Autry Sr.                                 | 2013      |
| Florida        | Staatshymne: Florida (Where the Sawgrass Meets the Sky)                   | Jan Hinton                                    | Jan Hinton                                      | 2008      |
| Georgia        | Georgia on My Mind, Version von Ray Charles                               | Hoagy Carmichael                              | Stuart Gorrell                                  | 1979      |
| Hawaii         | Staatshymne: Hawaiʻi Ponoʻī                                               | Henri Berger                                  | King David Kalākaua                             | 1967      |
| Idaho          | Here We Have Idaho                                                        | Sallie Hume Douglas                           | McKinley Helm und Albert J. Tompkins            | 1931      |
| Illinois       | Illinois                                                                  | Archibald Johnston                            | Charles H. Chamberlain                          | 1925      |
| Indiana        | On the Banks of the Wabash, Far Away                                      | Paul Dresser                                  | Paul Dresser                                    | 1913      |
| Iowa           | The Song of Iowa                                                          | Melchior Franck                               | S. H. M. Byers                                  | 1911      |
| Iowa           | Offiziell: Make Me a World in Iowa                                        | Effie Burt                                    |                                                 | 2002      |
| Kansas         | Home on the Range                                                         | Daniel E. Kelley                              | Brewster M. Higley                              | 1947      |
| Kansas         | Staatsmarsch: The Kansas March                                            |                                               |                                                 | 1935      |
| Kansas         | Staatsmarsch: Here's Kansas                                               |                                               |                                                 | 1992      |
| Kentucky       | Staatssong: My Old Kentucky Home                                          | Stephen Foster                                | Stephen Foster                                  | 1928      |
| Kentucky       | Bluegrasssong: Blue Moon of Kentucky                                      | Bill Monroe                                   | Bill Monroe                                     | 1988      |
| Louisiana      | Give Me Louisiana                                                         | Doralice Fontane                              |                                                 | 1970      |
| Louisiana      | You Are My Sunshine                                                       | Jimmie Davis, Charles Mitchell                | Jimmie Davis, Charles Mitchell                  | 1977      |
| Louisiana      | Staatsmarsch: Louisiana My Home Sweet Home                                |                                               |                                                 | 1952      |
| Louisiana      | Umweltsong: The Gifts of Earth                                            |                                               |                                                 |           |
| Maine          | Staatssong: State of Maine                                                | Roger Vinton Snow                             | Roger Vinton Snow                               | 1937      |
| Maine          | Staatsballade: Ballad of the 20th Maine                                   | The Ghost of Paul Revere                      | Griffin Sherry                                  | 2019      |
| Maryland       | N/A                                                                       | N/A                                           | N/A                                             | N/A       |
| Massachusetts  | Staatshymne: All Hail to Massachusetts                                    | Arthur J. Marsh                               | Arthur J. Marsh                                 | 1981      |
| Massachusetts  | Staats-Folksong: Massachusetts                                            | Arlo Guthrie                                  | Arlo Guthrie                                    | 1981      |
| Massachusetts  | Staatssong-Zeremoniemarsch: The Road to Boston                            |                                               |                                                 | 1985      |
| Massachusetts  | Patriotischer Staatssong: Massachusetts (Because of You Our Land is Free) | Bernard Davidson                              | Bernard Davidson                                | 1989      |
| Massachusetts  | Staats-Gleeclubsong: The Great State of Massachusetts                     | J. Earl Bley                                  | George A. Wells                                 | 1997      |
| Massachusetts  | Staatpolka: Say Hello to Someone from Massachusetts                       | Lenny Gomulka                                 | Lenny Gomulka                                   | 1998      |
| Massachusetts  | Staatsode: Ode to Massachusetts                                           | Joseph Falzone                                | Joseph Falzone                                  | 2000      |
| Michigan       | Staatssong: My Michigan                                                   | H. O’Reilly Clint                             | Giles Kavanaugh                                 | 1937      |
| Minnesota      | Hail! Minnesota                                                           | Truman Rickard                                | Cyrus Northrop                                  | 1945      |
| Mississippi    | Go, Mississippi                                                           | William Houston Davis                         | William Houston Davis                           | 1962      |
| Missouri       | Missouri Waltz                                                            | John V. Eppel, Frederic K. Logan              | J.R. Shannon                                    | 1949      |
| Montana        | Montana                                                                   | Joseph E. Howard                              | Charles Cohan                                   | 1945      |
| Montana        | Staatsballade: Montana Melody                                             |                                               |                                                 | 1983      |
| Montana        | Staatlullaby: Montana Lullaby                                             |                                               |                                                 | 2007      |
| Nebraska       | Staatssong: Beautiful Nebraska                                            | Jim Fras                                      | Jim Fras und Guy Miller                         | 1967      |
| Nevada         | Home Means Nevada                                                         |                                               | Bertha Rafetto                                  | 1933      |
| New Hampshire  | Staatssong: Old New Hampshire                                             | Maurice Hoffman                               | John F. Holmes                                  | 1949 1977 |
| New Hampshire  | Staatssong: Live Free or Die                                              | Barry Palmer                                  |                                                 | 2007      |
| New Hampshire  | Ehrung: New Hampshire, My New Hampshire                                   |                                               |                                                 | 1963      |
| New Hampshire  | Ehrung: New Hampshire Hills                                               |                                               |                                                 | 1973      |
| New Hampshire  | Ehrung: Autumn in New Hampshire                                           |                                               |                                                 | 1977      |
| New Hampshire  | Ehrung: New Hampshire's Granite State                                     |                                               |                                                 | 1977      |
| New Hampshire  | Ehrung: Oh, New Hampshire                                                 |                                               |                                                 | 1977      |
| New Hampshire  | Ehrung: The Old Man of the Mountain                                       |                                               |                                                 | 1977      |
| New Hampshire  | Ehrung: The New Hampshire State March                                     |                                               |                                                 | 1977      |
| New Hampshire  | Ehrung: New Hampshire Naturally                                           |                                               |                                                 | 1983      |
| New Jersey     | -                                                                         | N/A                                           |                                                 | N/A       |
| New Mexico     | Staatssong: O Fair New Mexico                                             | Elizabeth Garrett                             | Elizabeth Garrett                               | 1917      |
| New Mexico     | Spanischer Staatssong: Así Es Nuevo Méjico                                | Amadeo Lucero                                 | Amadeo Lucero                                   | 1971      |
| New Mexico     | Staatsballade: Land of Enchantment                                        | Michael Martin Murphey, Don Cook, Chick Rains | Michael Martin Murphey, Don Cook, Chick Rains   | 1989      |
| New Mexico     | Mehrsprachiger Song: New Mexico – Mi Lindo Nuevo México                   | Pablo Mares                                   | Pablo Mares                                     | 1995      |
| New Mexico     | Staatcowboysong: Under New Mexico Skies                                   | Syd Masters                                   |                                                 | 2009      |
| New York       | Staatssong: I Love New York                                               | Steve Karmen                                  | Steve Karmen                                    | 1980      |
| New York       | Staatssong der Erinnerung: Here Rests in Honored Glory                    | Donald B. Miller                              | Donald B. Miller                                | 2018      |
| North Carolina | The Old North State                                                       | E.E. Randolph                                 | William Gaston                                  | 1927      |
| North Dakota   | North Dakota Hymn                                                         | C. S. Putman                                  | James Folely                                    | 1947      |
| Ohio           | Beautiful Ohio                                                            | Mary Earl                                     | Ballard MacDonald (1918) Wilbert McBride (1989) | 1969      |
| Ohio           | Rocksong: Hang On Sloopy                                                  | Wes Farrell, Bert Berns                       | Wes Farrell, Bert Berns                         | 1985      |
| Oklahoma       | Staatssong: Oklahoma                                                      | Richard Rodgers                               | Oscar Hammerstein II                            | 1953      |
| Oklahoma       | Staatssongwaltzer: Oklahoma Wind                                          |                                               |                                                 | 1982      |
| Oklahoma       | Staats-Folksong: Oklahoma Hills                                           | Woody Guthrie, Jack Guthrie                   | Woody Guthrie, Jack Guthrie                     | 2001      |
| Oklahoma       | Staatkindersong: Oklahoma, My Native Land                                 | Martha Kemm Barrett                           |                                                 | 1996      |
| Oklahoma       | Staatgospelsong: Swing Low, Sweet Chariot                                 | Wallis Willis                                 | Wallis Willis                                   | 2011      |
| Oregon         | Oregon, My Oregon                                                         | Henry Bernard Murtaghin                       | John Andrew Buchanan                            | 1927      |
| Pennsylvania   | Pennsylvania                                                              | Eddie Khoury, Ronnie Bonner                   |                                                 | 1990      |
| Rhode Island   | Staatsmarschlied: Rhode Island                                            |                                               |                                                 | 1996      |
| Rhode Island   | Staatssong: Rhode Island, It's for Me                                     |                                               |                                                 | 1996      |
| South Carolina | Carolina                                                                  | Anne Curtis Burgess                           | Henry Timrod G.R. Goodwin (editor)              | 1911      |
| South Carolina | South Carolina on My Mind                                                 | Hank Martin und Buzz Arledge                  |                                                 | 1984      |
| South Dakota   | Hail, South Dakota!                                                       | DeeCort Hammitt                               |                                                 | 1943      |
| Tennessee      | My Homeland, Tennessee                                                    | Roy Lamont Smith                              | Nell Grayson Taylor                             | 1925      |
| Tennessee      | When It's Iris Time in Tennessee                                          | Willa Waid Newman                             |                                                 | 1935      |
| Tennessee      | My Tennessee                                                              | Frances Hannah Tranum                         |                                                 | 1955      |
| Tennessee      | Tennessee Waltz                                                           | Pee Wee King                                  | Redd Stewart                                    | 1965      |
| Tennessee      | Rocky Top                                                                 | Felice und Boudleaux Bryant                   | Felice und Boudleaux Bryant                     | 1982      |
| Tennessee      | Tennessee                                                                 | Vivian Rorie                                  |                                                 | 1992      |
| Tennessee      | The Pride of Tennessee                                                    | Fred Congdon / Thomas Vaughn / Carol Elliot   |                                                 | 1996      |
| Tennessee      | A Tennessee Bicentennial Rap: 1796-1996                                   | Joan Hill Hanks                               |                                                 | 1996      |
| Tennessee      | Smoky Mountain Rain                                                       | Kye Fleming Dennis Morgan                     | Kye Fleming Dennis Morgan                       | 2010      |
| Tennessee      | Tennessee                                                                 | John R. Bean                                  |                                                 | 2012      |
| Texas          | Texas, Our Texas                                                          | William J. Marsh                              | William J. Marsh und Gladys Yoakum Wright       | 1929      |
| Utah           | Staatssong: Utah…This Is The Place                                        | Sam und Gary Francis                          | Sam und Gary Francis                            | 2003      |
| Utah           | Staatshymne: Utah, We Love Thee                                           | Evan Stephens                                 | Evan Stephens                                   | 2003      |
| Vermont        | These Green Mountains                                                     | Diane Martin Rita Buglass Gluck               | Diane Martin                                    | 1999      |
| Virginia       | Traditioneller Staatssong: Our Great Virginia                             | Jim Papoulis                                  | Mike Greenly                                    | 2015      |
| Virginia       | Beliebter Staatssong: Sweet Virginia Breeze                               | Steve Bassett und Robbin Thompson             | Steve Bassett und Robbin Thompson               | 2015      |
| Virginia       | Staatssong: Carry Me Back to Old Virginny (bis 1998)                      | James A. Bland                                | James A. Bland                                  | 1940      |
| Washington     | Staatssong: Washington, My Home                                           | Stuart Churchill                              | Helen Davis                                     | 1959      |
| Washington     | Staat-Folksong: Roll On, Columbia, Roll On                                | basiert auf Goodnight, Irene                  | Woody Guthrie                                   | 1987      |
| West Virginia  | Staatssong: The West Virginia Hills                                       | Henry Everett Engle                           | Ellen Ruddell King                              | 1963      |
| West Virginia  | Staatssong: This Is My West Virginia                                      | Iris Bell                                     | Iris Bell                                       | 1963      |
| West Virginia  | Staatssong: West Virginia, My Home Sweet Home                             | Julian G. Hearne, Jr.                         | Julian G. Hearne, Jr.                           | 1963      |
| West Virginia  | Staatssong: Take Me Home, Country Roads                                   | John Denver, Bill Danoff, Taffy Nivert        | John Denver, Bill Danoff, Taffy Nivert          | 2014      |
| Wisconsin      | Staatssong: On, Wisconsin!                                                | William T. Purdy                              | Charles D. Rosa und J. S. Hubbard               | 1959      |
| Wisconsin      | Staatsballade: Oh Wisconsin, Land of My Dreams                            | Shari A. Sarazin                              | Erma Barrett                                    | 2001      |
| Wisconsin      | Staatswaltzer: The Wisconsin Waltz                                        | Eddie Hansen                                  | Eddie Hansen                                    | 2001      |
| Wyoming        | Staatsmarsch: Wyoming                                                     | George Edwin Knapp                            | Charles E. Winter                               | 1955      |
| Wyoming        | Staatssong: Wyoming Where I Belong                                        | Annie & Amy Smith                             | Annie & Amy Smith                               | 2018      |

## Gebietslieder
| Gebiet                       | Gebietlied                         | Komponent(en)                  | Text                                                      | Aufnahme |
| ---------------------------- | ---------------------------------- | ------------------------------ | --------------------------------------------------------- | -------- |
| Amerikanisch-Samoa           | Amerika Samoa                      | Napoleon Andrew Tuiteleleapaga | Mariota Tiumalu Tuiasosopo                                | 1950     |
| Washington, D.C.             | Staatssong: Washington             | Jimmie Dodd                    |                                                           | 1951     |
| Washington, D.C.             | Staatsmarsch: Our Nation's Capital | Anthony A. Mitchell            |                                                           | 1961     |
| Guam                         | Stand Ye Guamanians                | Ramon Manalisay Sablan         | Ramon Manalisay Sablan, Lagrimas Untalan                  | 1919     |
| Nördliche Marianen           | Gi Talo Gi Halom Tasi              | Wilhelm Ganzhorn               | David Kapileo Taulamwaar Peter Jose und Joaqin Pangelinan | 1996     |
| Puerto Rico                  | Hymne: La Borinqueña               | Félix Astol Artés              | Manuel Fernández Juncos                                   | 1977     |
| Amerikanische Jungferninseln | Virgin Islands March               | Sam Williams und Alton Adams   |                                                           | 1963     |